# Ліна Гіді
Лі́на Гі́ді (англ. Lena Kathren Headey; нар. 3 жовтня 1973, Бермудські острови) — англійська акторка. Найбільш відома ролями цариці Горго у фільмі «300 спартанців» (2007), Сари Коннор у серіалі «Термінатор: Хроніки Сари Коннор» (2008—2009), королеви-регента Серсеї Ланністер із серіалу «Гра престолів» (2011—2019) і наркобаронесси Ма-Ми із британського фільму «Суддя Дредд» (2012).

## Ранні роки
Ліна Гіді народилася на Бермудських островах, де її батько Джон, поліцейський із Йоркшира, проходив службу. Дівчинка виросла у місті Гаддерсфілд, Західний Йоркшир (Англія). Тінейджером переїхала до Лондона. Ліна не відвідувала жодних драматичних шкіл до того, як стала акторкою. Свою першу роль Гіді зіграла ще школяркою у Коледжі Шеллі разом із шістьома своїми шкільними товаришами; її помітили у 17 років, коли вона виконувала роль у шкільній виставі, яку поставили у Королівському Національному театрі (Лондон).
Із 15 років Гіді постійно страждала від нападів клінічної депресії; вона зазначила в інтерв'ю: «У мене діагностували це, коли мені було 15, — і воно приходить і відступає. Я можу страждати від неї один або двічі на рік, але зараз я здатна розпізнати це і боротися з ним. Я не використовую ліки, бо дуже боюся упасти в залежність від них; але я дуже добре розумію людей, які їх вживають, — бо я чудово собі уявляю, крізь які найжахливіші відчуття страху, страждань і ізоляції вони змушені пройти».

## Кар'єра
Протягом своєї кар'єри, яка триває понад 15 років, Ліна Гіді зіграла багато різноманітних ролей, перевтілившись у різних героїв — від воїна-амазонки і упевненої в собі жінки у фільмі «Печера» (2005) і «Брати Грімм» (2005) до лесбійки-флористки у картині «Уяви нас разом» (2005).
Кінокар'єра Гіді показала акторці увесь світ. Вона була в Індії на зйомках «Книги джунглів» (1994), у Санкт-Петербурзі, РФ, на зйомках «Онєгіна» (1999), у Норвегії на зйомках «Абердина» (2000). 2005-го Гіді знімалася у Румунії й Мексиці, а потім жила кілька місяців у Празі, Чехія, де було створено ліс для зйомок «Брати Грімм» (2005) з Меттом Деймоном і Гітом Леджером. А вже 2006-го Гіді була в Канаді на зйомках фільму «300 спартанців» (2006), а потім вона переїхала до Болгарії для зйомок «Контрактора» (2007); і знову в Чехії й Німеччині на зйомках «Червоний Барон» (2008).

### Ранні ролі
У віці 17 років Гіді зіграла у одноразовій виставі — і після цього агенти із підбору акторів зробили фото і запросили її на співбесіду. Пізніше вона отримала другорядну роль у британській драмі «Земля біля води» (із Джеремі Айронзом і Джоном Гердом), у якому у неї була нагода працювати поряд із акторами-професіоналами. Вона відточувала свій природний акторський талант під час зйомок, а також брала уроки стрільби з лука і верхової їзди. Вона також брала заняття з боксу у спортклубі на півдні Лондона, де колишній професійний боксер учив і був її спаринг-партнером. Того ж року вона отримала маленьку роль у мелодрамі «На схилі днів» (із сером Ентоні Гопкінзом і Еммою Томпсон), який вийшов у 1993 році і він заслужив на 8 номінацій на премію «Оскар».
Молода Гіді зіграла роль Катрін «Кітті» Брайдон у диснеївській «Книзі джунглів» (разом із Джейсоном Скотом Лі), що з'явилась на екранах 1994-го року. Фільм отримав позитивні відгуки і заробив лише у США $44 млн. Ліна Гіді, разом із її колегами-зірками, удостоїлась позитивних відгуків від Джеймза Берардинеллі, відомого американського кінокритика, який дуже хвалив її «solid performances» дуже достойну гру. На знімальному майданчику «Книги джунглів» Ліна зустріла свого бойфренда на 9 наступних років, актора Джейсона Ієна Флемінга.
Після низки ролей у кіно, вона з'явилась у романтичній драмі 1997 року «Місіс Далловей» (разом із Ванессою Редгрейв). Гіді зіграла також допоміжну роль у високобюджетному «Євгенії Онєгіні» (із Ральфом Файнсом і Лів Тайлер). Наступного року її було удостоєно головну роль у драмі «Абердин» (2000), за який вона отримала кілька позитивних відгуків за її акторську гру у фільмі. Також вона мала роль у «Плітки» (2000) і в кримінальній комедії «Куратор» (2001).
2001 року Ліна Гіді отримала нагороду «Срібний Ірис» (від Національної асоціації телевізійних програм) як найкраща актриса на Брюсельському кінофестивалі за свою роль у фільмі «Абердин». 2003-го року її номінували на премію «Chlotrudis» як найкращу актрису за видатну гру. 2002-го вона отримала роль у містичній драмі «Одержимість» (разом із Гвінет Пелтроу і Аароном Екгартом).

### Вихід на чільне становище
Гіді знімалася разом із Меттом Деймоном і Гітом Леджером у фільмі Террі Гілліама «Брати Грімм», який вийшов на екрани у серпні 2005 року. Фільм отримав різні відгуки, проте був успішним із точки зору касових зборів. У інтерв'ю Ліна так говорила про свого персонажа: «Мені дуже сподобалося те, що вона була хуліганкою. Це те, що приваблює мене до себе, що вона не була звичайним передбачуваним жіночим персонажем у цій великій картині. Коли ви спостерігаєте за нею, то вона уміло приховує, хто вона є насправді. Мені дуже сподобалося, що у фільмі оточення диктує їй, ким вона має бути. Вона жила, росла і виживала у лісі. Террі і я обговорювали її образ, про те, що її інстинкти є майже тваринними — приміром, вона може бачити на 360 градусів навколо себе. Вона розуміє, що відбувається навколо неї. Ось із якого тіста її зроблено. Вона — дитя природи».
2005 року Ліна Гіді знялася разом із Пайпер Перабо у фільмі жахів «Печера» і в комедії «Уяви нас разом». «Печеру» критики сприйняли дуже погано, і вона мала низькі касові збори.
А от британську комедійну драму «Уяви нас разом» («Imagine Me & You») випустили обмеженим релізом, і критики сприйняли її зі схвальними відгуками. Більшість критиків хвалили Гідину гру персонажа-лесбійки у цій картині; зокрема, Мік ЛаСалле із газети «Сан-Франциско кронікл» зауважив, що акторка «має відверту, чарівну привабливість і обличчя, особливо усмішку, що припускають наявність інтелекту, чесності і багато веселощів».

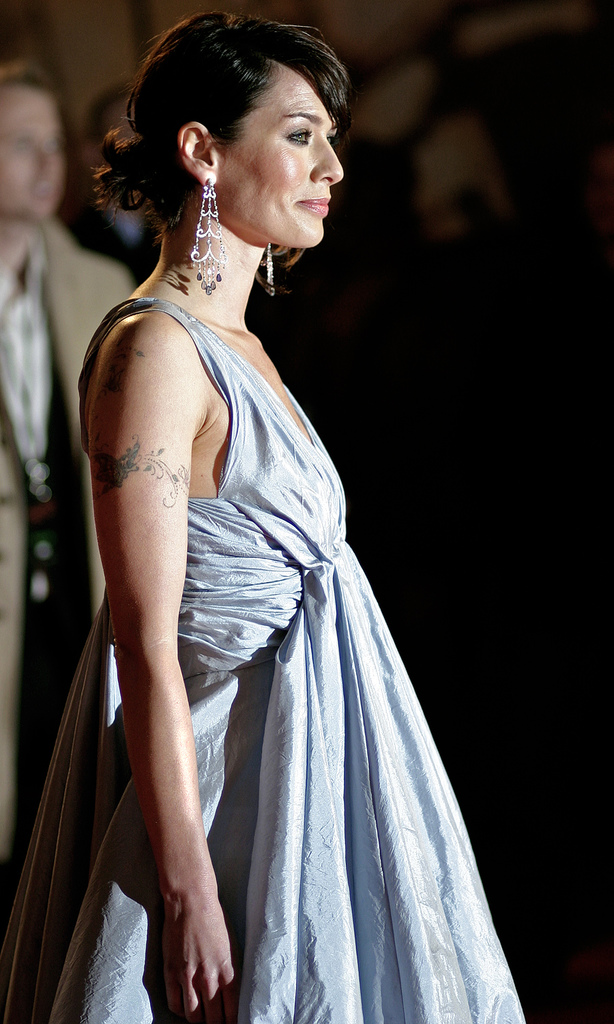
Ліна Гіді на прем'єрі «300 спартанців» у Лондоні

Ліна Гіді зіграла Горго, королеву Спарти, у фільмі Зака Снайдера «300 спартанців» (2007), заснованому на графічному романі-коміксі Френка Міллера. У фільмі Гіді була змушена роздягтися для постільної сцени. «Зняти одяг перед двадцятьма людьми, а потім щоб тебе показали на екрані перед очима набагато більшої кількості людей — навіть сама думка про таке дуже незвична, — сказала акторка в інтерв'ю інтернет-виданню „ІндіЛандон“. — І все ж, гадаю, що це було необхідно: у нас є лише оця сцена, щоб показати їхні [Горго і царя Леоніда] стосунки. Це дуже очевидний момент, проте я думаю, що це було зроблено у досить красивий спосіб». Слід зазначити, що це далеко не перша її участь у відвертих зйомках: у акторки чудова фігура, чим режисери не забувають «зловживати».
На додаток до зйомок у фільмі, акторка знялася у серіалі «Термінатор: Хроніки Сари Коннор» (2008-09) від компанії «Фокс», телевізійній адаптації знаменитого «Термінатора» Джеймса Кемерона. Ліна Гіді з січня 2008 по квітень 2009 року зіграла тут роль Сари Коннор. Серіал складається із 31-го епізоду, розділених на два сезони. Журнал «Вераєті» дуже хвалив «акторську майстерність Гіді в ролі Сари — яка виглядає як розумна, винахідлива і уперта, і при цьому печальна і вразлива водночас». За цю роль Ліну Гіді двічі номіновано на премію «Сатурн» як найкраща акторка телебачення.

### Низькобюджетні фільми

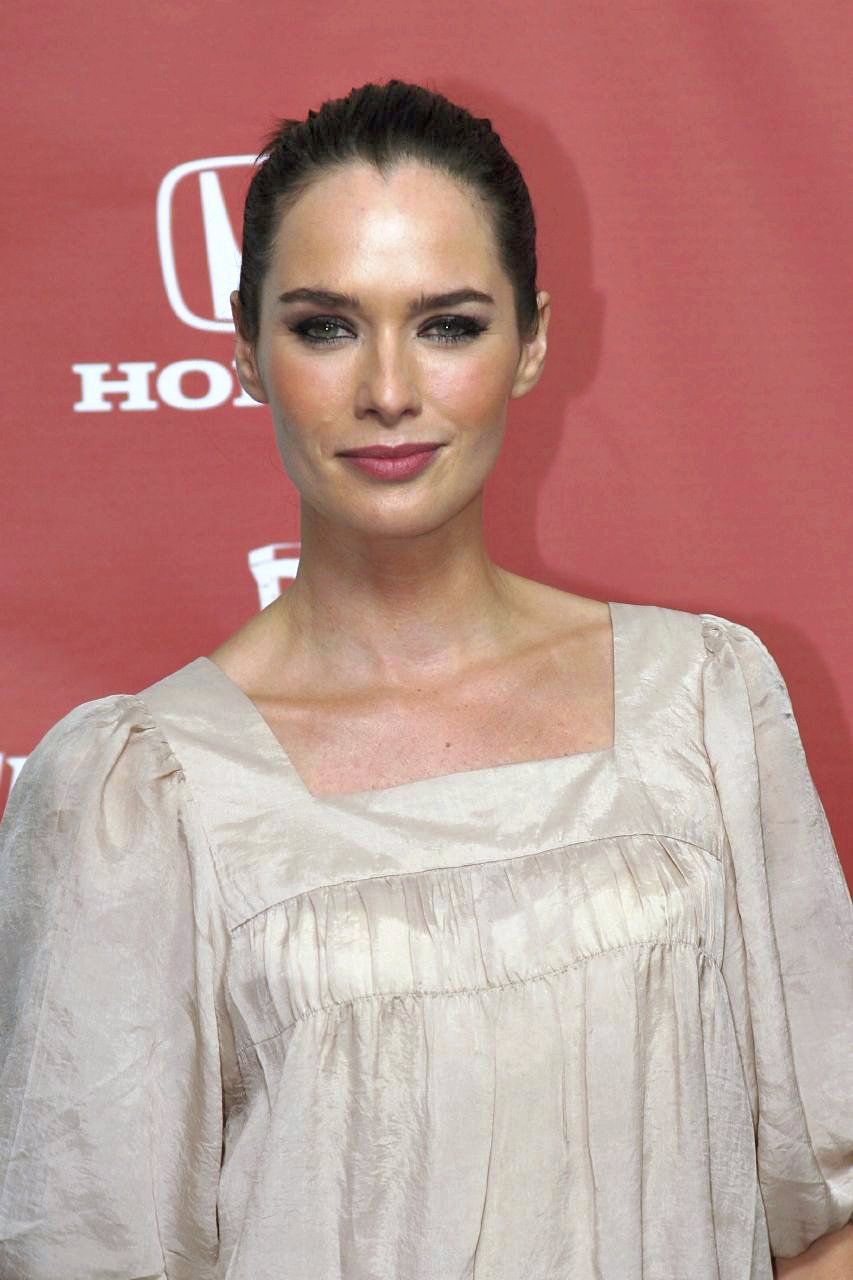
Хеді на церемонії нагородження Scream Awards 2007

Серед нещодавніх ролей — участь у німецькому проекті «Червоний Барон» (у Німеччині фільм називався «Der rote Baron»); це біографічний фільм про легендарного Манфреда фон Ріхтгофена, пілота-винищувача часів І-ї світової. У фільмі Гіді знімалася разом із акторами Маттіасом Швайггефером і Джозефом Файнсом. Її героїнею була медсестра Кейт Остердорф (Käte Otersdorf), у котрої, можливо, дійсно був роман із Ріхтгофеном (Швайггефером) у реальному житті. Також Ліна з'явилася в образі місс Діккінсон у серіалі «Однокашниці» («St. Trinian's»), який вийшов у 2007-му році (примітно, що за дуже маленьку роль Гіді отримала третю за величиною зарплатню). Після цього акторка знімалася у фільмі «Серце як доказ» («Tell-Tale») Рідлі Скотта (виступив як продюсер), який базується на новелі Едгара Аллана По «Серце як доказ» («The Tell-Tale Heart»).Фільм вийшов безпосередньо на DVD з 25 травня 2008 року.
Ліна також знімалася у фільмі жахів 2008 року «Віддзеркалення» («The Broken»). Режисером фільму став номінант на «Оскар» Шон Елліс (Sean Ellis). Картина розповідає про «жінку, яка підозрює, що її переслідує двійник-убивця». «Віддзеркалення» демонстрували на опівнічному сеансі кінофестивалю «Санденс»-2008; відгуки на картину були дуже різними. Деякі критики хвалили гру Гіді, особливо Кім Койнер (Kim Koynar) із Cinematical (інтернет-видання «Moviefone») написав, що Гіді «сама значною мірою витягує увесь фільм, і робить це досить уміло».
Наступну роль у фільмі жахів Ліна Гіді зіграла того ж року — її героїня Синді Сміт у фільмі «Похована», який також вийшов прямо на DVD з 21 квітня 2009 року, і також отримав дуже різні відгуки. На сайті About.com критик Марк Гарріс (Mark H. Harris) заявив, що фільм «гарний і може похвалитися вражаючим акторським складом», маючи на увазі Ліну Гіді і її партнера по фільму Томаса Деккера. Іще акторка мала невелику роль у фільмі «Весілля Диявола» і озвучувала епізод телешоу «Команда супергероїв» найбільшого у світі мультиплікаційного каналу Cartoon Network.

### 2010— 2011
Ліну Гіді залучили до зйомок перших двох сезонів серіалу компанії HBO «Гра престолів», який базується на першій і другій книгах циклу «Пісня льоду та полум'я» письменника Джорджа Мартіна. У серіалі акторка зіграла роль підступної і жорстокої королеви Серсеї Ланістер. Також у цей час вона з'являється як запрошена гостя у відомому телешоу «Білий комірець» у епізоді «Беручи до уваги», де вона зіграла роль Саллі. Ліну Гіді номіновано на премію «Scream Award» у категорії «Найкраща акторка жанру фентезі».

### 2012— 2014
І вже в 2012 році акторка знімається у 3D фантастичному бойовику «Суддя Дредд» разом із Карлом Урбаном і Олівією Тірлбі. Її героїнею у фільмі є Маделін Мадригал (Ma-Ma), голова злочинного клану наркоторговців, — тож Гіді виглядає у фільмі зловісно. «Суддя Дредд» є кіноадаптацією однойменного героя циклу коміксів «2000 AD». Режисером фільму був Піт Трейвіс, сценарій написав Алекс Гарленд. І, нарешті, у травні і червні 2012 року Ліна знялася у пригодницькому фентезі «Мерайя Мунді і коробка Мідаса», який знімали у Південно-Західні Англії. У фільмі акторка зіграла роль Моніки; картину до релізу запланували на 2013 рік.
Гіді повторила свою роль королеви Горго у фільмі «300 спартанців: Відродження імперії», який вийшов на екрани у 2014 році. Як і перший фільм, «Розквіт імперії» отримав змішані відгуки, але мав великий комерційний успіх, зібравши понад 337 мільйонів доларів США по всьому світу . 2014 року вона також знялася у фентезійному пригодницькому фільмі "Мерайя Мунді та скринька Мідаса"  та біографічному фільмі “Внизу”, який детально розповідає про життя джазового піаніста Джо Олбані.

### 2015— до тепер
У 2015 році вона зіграла дружину федерального прокурора, який балотується на посаду і не може зупинитися від того, щоб спати з висококласними ескортницями, у політичному трилері «Блискавка».
В 2016 році Ліна Гіді зіграла роль в історичній бойовику «Гордість і упередження та зомбі» Вона з'явилася в ролі леді Кетрін де Бург разом зі своїм колишнім колегою по «Грі престолів», «Століттю» та «Підряднику» Чарльзом Денсом. Ендрю Баркер з Variety визнав її «надмірно відволікаючою» у фільмі, який він вважав «терпимим, але недостатньо красивим» . 

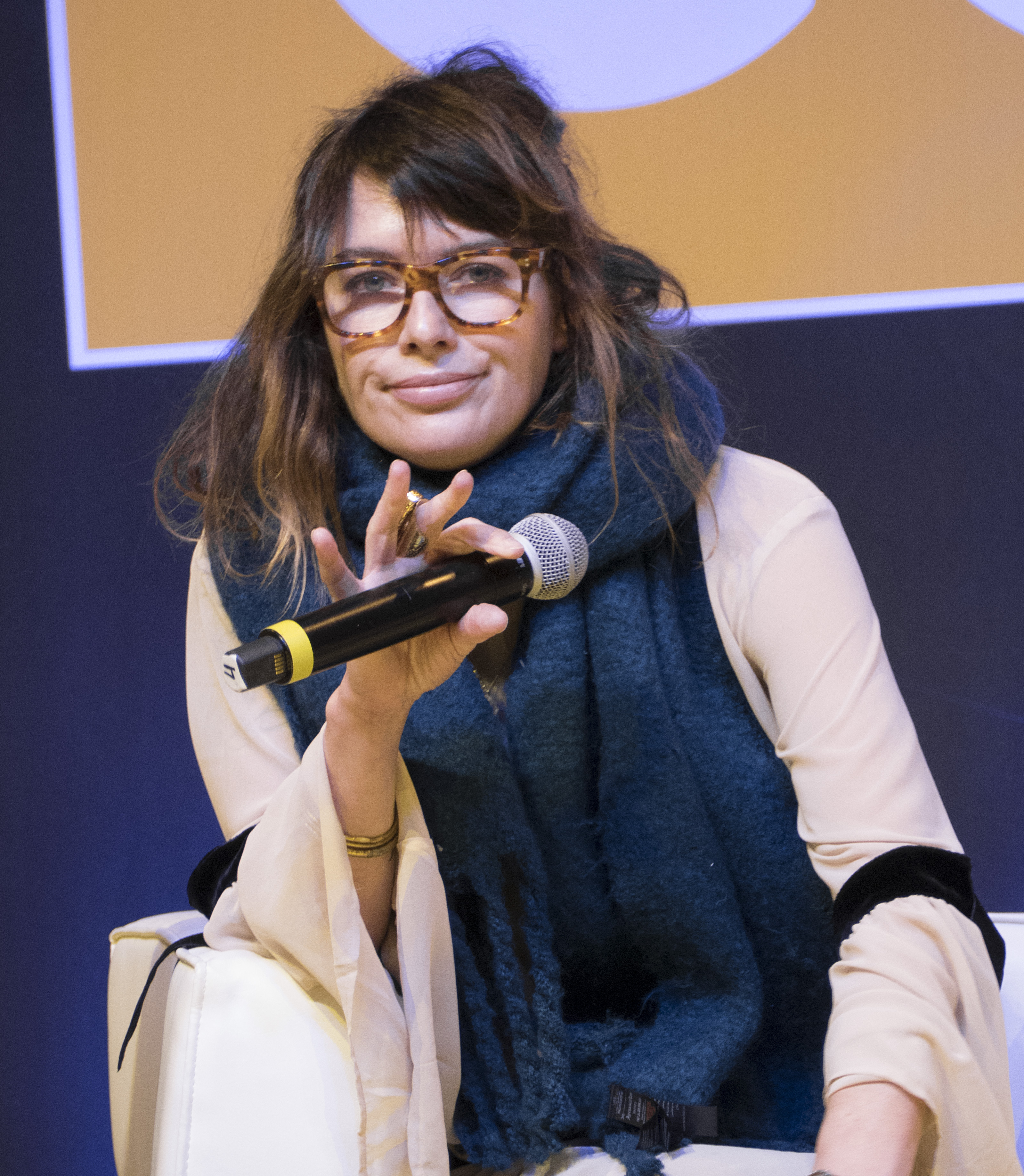
Ліна Гіді в 2017 році

В 2017 року Гіді з'явилася в ролі «передбачувано крутого боса» у кримінальному трилері «Гампер», прем'єра якого відбулася на кінофестивалі «Трайбека» , а також озвучила телевізійну рекламу Mercedes-Benz A-Клас та Моргану у мультфільмі «Мисливці на тролів: Історії Аркадії» .
У листопаді 2020 року продюсерська компанія Гіді, Peephole Productions, підписала угоду про перший погляд з Boat Rocker Studios .
У березні 2022 року Гіді мала дебютувати в повнометражному режисурі з трилером «Фіалка» за мотивами однойменного роману С. Д. І. Голлідей .

## Мас-медіа
Ліна Гіді з'являється на обкладинці американського тижневика про телебачення TV Guide, британського журналу для сексменшин «g3», британської газети Sunday Mirror і німецького журналу Filmstar. Ліні присудили 64-ту позицію журналу Maxim у рейтингу «Hot 100» за 2007 рік. На сайті afterellen.com їй присудили місця 4, 10 і 3 у рейтингу особистостей «Hot 100» за 2007, 2008 і 2009 роки відповідно. 2008-го Гіді висловилася проти поганого ставлення до тварин у зверненні групи із захисту прав тварин PETA.

## Особисте життя

### Сім'я
Ліна Гіді була зарученою з Джонні Чікко і зустрічалася з актором Джейсоном Флемінгом протягом дев'яти років. Вони із Флемінгом зустрілися під час зйомок фільму «Книга джунглів» і Ліна має тату із іменем актора тайською мовою на руці. Ліна одружилася із музикантом Пітером Лаграном у травні 2007-го. Гіді і Лагран мають сина, Віле Лаграна, який народився 31 березня 2010. Ліна Гіді розійшлася із чоловіком 2011-го, а 20 липня 2012-го вона подала на розлучення до Лос-Анжелеського Верховного суду.

### Дружба і вподобання
Гіді стала близькою подругою акторки Пайпер Перабо. Ліна Гіді — вегетаріанка, бере участь у кампаніях на захист тварин. Вона займається боксом і йогою. «Я також почала займатися Бікрам йогою, — як вона сказала у інтерв'ю. — Кілька років тому в Лондоні я займалася боксом — і це допомогло тримати себе у чудовій формі».
У Ліни Гіді є дві собаки (2008 рік): Візард і Енджела Ланзбері.
Ліна Гіді так ніколи й не повернулася на Бермуди, де вона народилася; вона постійно знаходиться між двома своїми теперішніми домівками: у Лондоні, Англія, — і Лос-Анжелесі, Каліфорнія.

## Фільмографія

### Кінофільми
| Рік  |     | Українська назва                    | Оригінальна назва                          | Роль                         |
| ---- | --- | ----------------------------------- | ------------------------------------------ | ---------------------------- |
| 1992 | ф   | Водна земля                         | Waterland                                  | Мері в юності                |
| 1993 | ф   | Наприкінці дня                      | The Remains of the Day                     | Ліззі                        |
| 1993 | ф   | Століття                            | Century                                    | Міриам                       |
| 1994 | ф   | Книга джунглів                      | The Jungle Book                            | Кітті (Кетрін Енн Брайдон)   |
| 1995 | ф   | Закохані                            | Loved Up                                   | Сара                         |
| 1995 | ф   | Гротеск                             | The Grotesque                              | Клео Коул                    |
| 1997 | ф   | Обличчя                             | Face                                       | Конні                        |
| 1997 | ф   | Місіс Делловей                      | Mrs Dalloway                               | Саллі (в юності)             |
| 1998 | ф   | Людина з дощем у черевиках          | The Man with Rain in His Shoes             | Сильвія Вельд                |
| 1999 | ф   | Онєґін                              | Onegin                                     | Ольга Ларіна                 |
| 2000 | ф   |                                     | Ropewalk                                   | Еллісон                      |
| 2000 | ф   | Чутки                               | Gossip                                     | Кеті Джонз                   |
| 2000 | ф   | Абердін                             | Aberdeen                                   | Кейса (Кеіро Геллер)         |
| 2001 | ф   | Куратор                             | The Parole Officer                         | Емма                         |
| 2002 | ф   |                                     | Anazapta                                   | леді Матильда Меллербі       |
| 2002 | ф   | Одержимість                         | Possession                                 | Бланш Гловер                 |
| 2002 | ф   | Гра Ріплі                           | Ripley's Game                              | Сара Треванні                |
| 2003 | ф   | Актори                              | The Actors                                 | Долорес                      |
| 2005 | ф   | Печера                              | The Cave                                   | доктор Кетрін Дженнінгз      |
| 2005 | ф   | Брати Грімм                         | The Brothers Grimm                         | Анжеліка                     |
| 2005 | ф   | Уяви нас разом                      | Imagine Me & You                           | Люс                          |
| 2006 | ф   | 300 спартанців                      | 300                                        | Горго                        |
| 2007 | ф   | Однокласниці                        | St. Trinian's                              | Міс Дікінсон                 |
| 2008 | ф   | Червоний Барон                      | Der Rote Baron                             | Кете Отерсдорф               |
| 2008 | ф   | Повія                               | Whore                                      | Мама                         |
| 2009 | ф   | Похована                            | Laid to Rest                               | Синді                        |
| 2009 | ф   | Викривач                            | Tell-Tale                                  | Елізабет Клемсон             |
| 2010 | ф   |                                     | Pete Smalls Is Dead                        | Шенна                        |
| 2012 | ф   | Суддя Дредд                         | Dredd                                      | Ma-Ma                        |
| 2013 | ф   | Чистка                              | The Purge                                  | Мері Сандін                  |
| 2013 | ф   | Знаряддя смерті: Місто кісток       | The Mortal Instruments: City of Bones      | Джоселін Фрей                |
| 2013 | ф   | Мерая Мунді і скринька Мідаса       | The Adventurer: The Curse of the Midas Box | Моніка                       |
| 2014 | ф   | Зовсім низько                       | Low Down                                   | Шейла Олбані                 |
| 2014 | ф   | 300 спартанців: Відродження імперії | 300: Rise of an Empire                     | Горго                        |
| 2015 | ф   | Блискавка                           | Zipper                                     | Джінні Елліс                 |
| 2015 | док | Єдність                             | Unity                                      | оповідачка                   |
| 2016 | ф   | Гордість і упередження і зомбі      | Pride and Prejudice and Zombies            | леді Кетрін де Бурґ          |
| 2016 | мф  | Меч короля: Остання фантазія XV     | Kingsglaive: Final Fantasy XV              | Лунафрея Нокс (англ. дубляж) |
| 2017 | ф   | Стукач                              | Thumper                                    | Еллен                        |
| 2019 | ф   | Боротьба з моєю родиною             | Fighting with My Family                    | Джулія Найт                  |
| 2019 | ф   | Повідь                              | The Flood                                  | Венді                        |
| 2021 | ф   | Афера Олівера Твіста                | Twist                                      | Сайкс                        |
| 2021 | ф   | Пороховий коктейль                  | Gunpowder Milkshake                        | Скарлет                      |
| 2022 | ф   | Дев'ять життів                      | 9 Bullets                                  | Джипсі                       |
| 2022 | мф  | DC Ліга Супер-Улюбленців            | DC League of Super-Pets                    | Лара (озвучення)             |

### Телебачення
| Рік       |    | Українська назва                | Оригінальна назва                        | Роль                                                                         |
| --------- | -- | ------------------------------- | ---------------------------------------- | ---------------------------------------------------------------------------- |
| 1993      | с  |                                 | Screen Two                               | Маргарет (епізод «The Clothes in the Wardrobe»)                              |
| 1993      | с  | Спендер                         | Spender                                  | Емілі Гудман (2 епізоди))                                                    |
| 1993      | с  |                                 | How We Used to Live                      | Грейс Палмер (3 епізоди)                                                     |
| 1993      | с  | Солдат, солдат                  | Soldier Soldier                          | Шенна Боулз (3 епізоди)                                                      |
| 1994      | тф | Чесна гра                       | Fair Game                                | Еллі                                                                         |
| 1994      | тф | Макгайвер: Шлях до кінця світу  | MacGyver: Trail to Doomsday              | Еліз Морен                                                                   |
| 1995      | тф | Адвокат диявола                 | Devil's Advocate                         | Клер Рігбі                                                                   |
| 1996      | с  |                                 | Ballykissangel                           | Дженні Кларк (епізод «The Things We Do for Love»)                            |
| 1996—1997 | с  | Золотий перстень                | Band of Gold                             | Колетт (6 епізодів)                                                          |
| 1997      | с  | Кавана, королівський адвокат    | Kavanagh QC                              | Наташа Джексон (епізод «Diplomatic Baggage»)                                 |
| 1997      | с  | Голод                           | The Hunger                               | Стеф Рейнольдз (епізод «Menage a Trois»)                                     |
| 1997      | с  | Золото                          | Gold                                     | Колетт (2 епізоди)                                                           |
| 1998      | с  | Мерлін                          | Merlin                                   | Ґвіневера (2 епізоди)                                                        |
| 2002      | тф | Наближається буря               | The Gathering Storm                      | Ава Вінграм                                                                  |
| 2004      | с  | Шахрайство                      | The Long Firm                            | Рубі Райдер (2 епізоди)                                                      |
| 2006      | тф | Ультра                          | Ultra                                    | Пенні / Ультра                                                               |
| 2008—2009 | с  | Термінатор: Хроніки Сари Коннор | Terminator: The Sarah Connor Chronicles  | Сара Коннор (31 епізод)                                                      |
| 2009      | мс | The Super Hero Squad Show       | The Super Hero Squad Show                | Чорна вдова / Містік (озвучення, епізод «Deadly Is the Black Widow's Bite!») |
| 2011      | с  | Білий комірець                  | White Collar                             | Саллі (епізод «Taking Account»)                                              |
| 2011—2019 | с  | Гра престолів                   | Game of Thrones                          | Серсея Ланністер (62 епізоди)                                                |
| 2013      | с  | Вулиця Сезам                    | Sesame Street                            | у ролі самої себе (епізод «Simon Says»)                                      |
| 2014—2017 | мс |                                 | Uncle Grandpa                            | Aunt Grandma (озвучення, 4 епізоди)                                          |
| 2015—2017 | мс |                                 | Danger Mouse                             | Jeopardy Mouse (озвучення, 8 епізодів)                                       |
| 2017—2018 | мс | Мисливці на тролів              | Trollhunters: Tales of Arcadia           | Моргана (озвучення, 13 епізодів)                                             |
| 2018—2020 | мс | Еволюція Черепашок-ніндзя       | Rise of the Teenage Mutant Ninja Turtles | Велика Мама (озвучення, 5 епізодів)                                          |
| 2019      | с  | Темний кристал: Доба опору      | The Dark Crystal: Age of Resistance      | Мадра Фара (озвучення, 6 епізодів)                                           |
| 2019—2021 | мс | Нескінченний поїзд              | Infinity Train                           | Амелія / кондукторка / вчителька (озвучення, 9 епізодів)                     |
| 2021      | мс | Володарі всесвіту: Одкровення   | Masters of the Universe: Revelation      | Evil-Lyn (озвучення, 14 епізодів)                                            |
| 2023      | с  | Сантехніки Білого дому          | The White House Plumbers                 | Дороті Хант (5 епізодів)                                                     |
| 2023—2024 | с  | Маяк 23                         | Beacon 23                                | Астер Кейлікс (9 епізодів)                                                   |
| 2025      | с  | Покинуті                        | The Abandons                             | Фіона Нолан (10 епізодів)                                                    |

### Відеоігри
| Рік  |    | Українська назва | Оригінальна назва                        | Роль                          |
| ---- | -- | ---------------- | ---------------------------------------- | ----------------------------- |
| 2009 | вг | Risen            | Risen                                    | Петті / Кеті / Джасмін / Лілі |
| 2012 | вг | Dishonored       | Dishonored                               | Калліста Керноу               |
| 2014 | вг |                  | Game of Thrones: A Telltale Games Series | Серсея Ланністер              |
| 2021 | вг |                  | The Artful Escape                        | Tastemaker                    |

### Короткометражні фільми та відеокліпи
| Рік  |    | Українська назва      | Оригінальна назва                          | Роль                             |
| ---- | -- | --------------------- | ------------------------------------------ | -------------------------------- |
| 1997 | кф | Вухо Ван Гога         | Van Gogh's Ear                             |                                  |
| 2000 | кф | Вивернутий назовні    | Inside-Out                                 | оформлювачка вітрини             |
| 2003 | кф |                       | No Verbal Response                         | доктор Меган Піллей              |
| 2005 | кф |                       | Round About Five                           | подружка                         |
| 2006 | кф |                       | Vacancy                                    | Пем Бішоп                        |
| 2007 | в  | Виконавець / Стрілець | The Contractor                             | детектив-інспектор Аннет Баллард |
| 2009 | кф | Весілля диявола       | The Devil's Wedding                        | наречена Диявола                 |
| 2017 | в  | (відеокліп)           | Kasabian — "Ill Ray (The King)"            | акторка                          |
| 2018 | кф |                       | Leading Lady Parts                         | у ролі самої себе                |
| 2019 | в  | (відеокліп)           | Freya Ridings — "You Mean the World to Me" | режисерка                        |
| 2020 | в  | (відеокліп)           | Madeon — "Miracle"                         | режисерка                        |

## Нагороди й номінації
| Нагорода                       | Рік  | Категорія                                                                | Робота                          | Результат |
| ------------------------------ | ---- | ------------------------------------------------------------------------ | ------------------------------- | --------- |
| Срібний Ірис                   | 2001 | Найкраща акторка                                                         | Абердін                         | Перемога  |
| Сатурн                         | 2008 | Найкраща жіноча роль другого плану                                       | 300 спартанців                  | Номінація |
| Сатурн                         | 2008 | Найкраща жіноча телероль                                                 | Термінатор: Хроніки Сари Коннор | Номінація |
| Сатурн                         | 2012 | Найкраща жіноча телероль                                                 | Гра престолів                   | Номінація |
| Сатурн                         | 2016 | Найкраща жіноча роль другого плану на телебаченні                        | Гра престолів                   | Номінація |
| Сатурн                         | 2017 | Найкраща жіноча телероль                                                 | Гра престолів                   | Номінація |
| Сатурн                         | 2018 | Найкраща жіноча телероль                                                 | Гра престолів                   | Номінація |
| Сатурн                         | 2019 | Найкраща жіноча роль другого плану на телебаченні                        | Гра престолів                   | Номінація |
| Премія Гільдії кіноакторів США | 2012 | Найкращий акторський склад у драматичному серіалі                        | Гра престолів                   | Номінація |
| Премія Гільдії кіноакторів США | 2014 | Найкращий акторський склад у драматичному серіалі                        | Гра престолів                   | Номінація |
| Премія Гільдії кіноакторів США | 2015 | Найкращий акторський склад у драматичному серіалі                        | Гра престолів                   | Номінація |
| Премія Гільдії кіноакторів США | 2016 | Найкращий акторський склад у драматичному серіалі                        | Гра престолів                   | Номінація |
| Премія Гільдії кіноакторів США | 2017 | Найкращий акторський склад у драматичному серіалі                        | Гра престолів                   | Номінація |
| Премія Гільдії кіноакторів США | 2018 | Найкращий акторський склад у драматичному серіалі                        | Гра престолів                   | Номінація |
| Премія Гільдії кіноакторів США | 2020 | Найкращий акторський склад у драматичному серіалі                        | Гра престолів                   | Номінація |
| Еммі                           | 2014 | Найкраща жіноча роль другого плану в драматичному телесеріалі            | Гра престолів                   | Номінація |
| Еммі                           | 2015 | Найкраща жіноча роль другого плану в драматичному телесеріалі            | Гра престолів                   | Номінація |
| Еммі                           | 2016 | Найкраща жіноча роль другого плану в драматичному телесеріалі            | Гра престолів                   | Номінація |
| Еммі                           | 2018 | Найкраща жіноча роль другого плану в драматичному телесеріалі            | Гра престолів                   | Номінація |
| Еммі                           | 2019 | Найкраща жіноча роль другого плану в драматичному телесеріалі            | Гра престолів                   | Номінація |
| Вибір телевізійних критиків    | 2016 | Найкраща акторка другого плану драматичного серіалу                      | Гра престолів                   | Номінація |
| Супутник                       | 2017 | Найкраща акторка другого плану в серіалі, мінісеріалі або телефільмі     | Гра престолів                   | Номінація |
| Золотий глобус                 | 2017 | Найкраща жіноча роль другого плану в серіалі, мінісеріалі або телефільмі | Гра престолів                   | Номінація |